# Ammuta (Ridala)
Ammuta – wieś w Estonii, w prowincji Lääne, w gminie Ridala.